# 美國內戰的轉捩點
對於美國內戰的轉捩點，各家觀點極不一致。美國內戰中最常被引用為決定性事件者或為蓋茨堡之役，但另有其他同具價值的選擇。轉捩點觀念為，經此事件後，大多數的觀察家會認為其後的事態發展無可避免。例如說，在第二次世界大戰中，一般以中途島之役為戰事之轉捩點，大日本帝國的作戰態勢自此役之後由戰略攻勢轉為戰略守勢；而薩拉托加戰役廣被認為是美國革命的轉捩點。
有一種明顯是後見之明看法為，探討其結局並總結前此發生之事件。當代人對於評斷事件轉捩點多缺乏自信。美國內戰中，諸多由史家所提列的轉捩點，在發生當時並不為時人所識。例如說，蓋茨堡之役結束後，當時各方的軍民觀察家們皆認為這是一場大會戰；但北方人並不知道，到戰爭結束之前仍需兩年血流成河的日子。而南方的士氣未受重創，許多人認為羅伯特·李將軍僅是暫時受挫，他會再從無能的聯邦軍將領手中贏得更多的勝利。
美國內戰中有許多值得爭議的轉捩點。以下依發生日期羅列各種可能性，各條各款中僅列出正面論點。

## 桑特堡之役
聯盟國軍經一番砲擊後佔領南卡羅來納州查爾斯頓的桑特堡為和與戰之間的轉捩點。可以想見的是，若這道關卡未曾突破，南方州將自聯邦一點一滴的鬆脫，而亞伯拉罕·林肯總統無法提振足夠的民意支持並發動國際壓力迫使南方回歸。然而在桑特堡事件發生後，進一步的軍事行動已無可避免。
苦澀的錯失偉業論（Lost Cause）之擁護者認為此事件為敗戰之關鍵，因北方所擁有的壓倒性工業力量與人力優勢自此一舉宣洩。然而，若是南方贏得勝利，桑特堡事件或許成為另一面的轉捩點，因林肯總統的召集75,000志願軍為促成後來四州加入聯盟國之主因。

## 邦聯軍在第一次牛奔戰役中的勝利（1861年7月）
第一次牛奔之役為內戰中第一場大型的陸上戰鬥。此役之前，北方自信滿滿，認為可以迅速而輕易的粉碎叛亂，直搗聯盟國首都─維吉尼亞的。這場難以啟齒的潰敗使北方省悟到自己過度樂觀。震驚之餘，北方體認到這場戰爭將較先前之預期為時更久、更血腥，因而強化自我的判斷。林肯總統幾乎立即簽署法案加徵500,000名兵員，役期至戰爭結束為止。1861年，美國國會迅速通過1861年充公法案，解放參與叛亂的奴隸主們所屬的奴隸們，這是第一次試圖將戰爭定義為終結奴隸制度的作為。聯盟國若先見及此，便可犧牲少數兵力以削弱聯邦政府的決心，並自其手中悄悄遁去，而牛奔大捷打破了這個希望。（林肯以牛奔之敗為由指派不適任的統率聯邦政府各軍，聯盟國確曾因而小佔優勢，但為時短暫。）

## 邦聯入侵肯塔基（1861年9月）
1861年中，南方11州已脫離聯邦，但仍有四個蓄奴州仍留在聯邦之內，即密蘇里、肯塔基、馬里蘭及。肯塔基被認為最可能是第12個脫離聯邦的州，其州議會宣佈對此爭議保持中立，此為輕微偏向聯盟國一方之立場。失去肯塔基對聯邦而言會是場劇變，因肯塔基控制田納西河與俄亥俄河，且自其位置可進襲聯邦生死所繫的俄亥俄等州。林肯曾寫道：“我認為輸掉了肯塔基就近於全盤皆輸。”
在佔領肯塔基（回應尤里西斯·格蘭特先前之佔領密蘇里的貝爾蒙特，與之隔著密西西比河遙遙相望）後，聯盟國的將軍於1861年9月3日自田納西向北延伸其防線，沿移動，並佔領肯塔基州之東南一隅。此舉違反該州中立地位，令州民大為光火。該州州議會於是推翻州長之否決，請求聯邦給予協助。肯塔基因而不再是聯盟國軍可安全活動之所在。令人意想不到的是，波克將軍的行動並非受命於聯盟國政府。於是，聯盟國就此意外地處於極度的戰略劣勢下。實際上，聯邦軍早期在西線戰區上的勝利（截至1863年以前，唯一的陸上捷報）與波克將軍的莽撞直接相關。

## 聯邦軍攻佔亨利堡與唐尼爾森堡（1862年2月）
攻陷亨利堡與唐尼爾森堡，且招降後者的聯盟國守軍，為聯邦開始在西線戰場節節勝利的第一場大捷。尤里西斯·格蘭特於1862年2月16日在兩地獲勝，並因而打通田納西與坎伯蘭河作為聯邦軍南侵田納西州、密西西比州、與最終進入喬治亞的補給管道。格蘭特將軍自此役展開綿綿不斷，直至戰爭結束的連續攻勢，僅一戰除外。失去這些河川為聯盟國在戰略上的重大挫敗，開啟了西線戰區的敗戰終局。

## 聯邦軍在安提耶坦的勝利（1862年9月）
1862年9月17日，安提耶坦之役，為美國史上最血腥的一日。即使將波多馬克軍團與小得多的北維吉尼亞軍團雙方的策略性撤退都考慮在內，此役仍標示著李將軍北侵的極限。他的目標之一為誘使蓄奴的馬里蘭州加入聯盟國，或至少自該州征募大量的兵員。李將軍未能完成此志，亦未能因而利用北方的懼戰心理施壓達成停戰協定。但在戰略上，麥克連能的這一場勝利剛好足以成為林肯為發布《解放宣言》的正當理由；否則，發布宣言看起來就會像是情急無奈的作法。此宣言在美國的歷史與種族關係上影響深遠，當下則有效的阻止大英帝國承認美利堅聯盟國政府。英方當時的輿情為強烈反對蓄奴，不能容許國家加入奴隸制度爭議明顯一方參戰。因之斷絕聯盟國打破聯邦海軍的窒息式封鎖，長期進行作戰的一絲希望。當時聯盟國雖然仍有可能得到法國的援助，但始終無法通行。安提耶坦之役，連同另外兩場意外失敗的行動─入侵肯塔基以及進襲密西西比科林斯─為聯盟國在多個戰區進行策略性協同作戰的唯一一次表現。

## 聯邦軍在蓋茨堡的勝利與攻佔維克斯堡（1863年7月）
1863年7月4日，維克斯堡戰役結束，聯盟國於密西西比河上的要塞，維克斯堡，向格蘭特將軍投降；前一日，喬治·米德少將於蓋茨堡之役大敗李將軍。這兩次戰事為最常被引為戰爭轉捩點者。
維克斯堡陷落後，聯盟國幾乎因此而分成兩半，也失去了對密西西比河的控制，無從自德克薩斯與阿肯色東運戰爭物資。林肯曾說過：“看看這些傢伙佔據了多大一片地，而維克斯堡就是進門的鑰匙！直到這支鑰匙落袋為安以前，這場戰爭是打不完的……我們就算拿下聯盟北邊所有的港口，他們仍可據維克斯堡頑抗。”30,000名隨城投降的守軍也是聯盟國重大的損失。
蓋茨堡之役為李將軍首次輸掉的大型戰鬥。李將軍的二次北侵受挫，北維吉尼亞軍團傷亡慘重。美国国家公园管理局將皮克特衝鋒所在地─墓園嶺（Cemetery Ridge）上的灌木林─標為聯盟國的“最高水位標記”（High Water Mark）。自此之後，李將軍再也沒有發起戰略性攻勢。雖說充滿攻擊性的聯邦新任總司令（格蘭特將軍）仍需兩年的作戰，波多馬克軍團取得主動並最終於阿波馬托克斯法院受降事後看來已無可避免。

## 查特努加（1863年11月）
戰史學者認為格蘭特於查特努加之役打敗布瑞格所部為大戰轉捩點。因其將聯盟國逼向大西洋岸，並為將軍的亞特蘭大戰役及其謝爾曼大行軍開道。

## 亞特蘭大（1864年9月）
有些論點認為聯邦軍成功合圍亞特蘭大為轉捩點，因該市對南方來說，生死交關。此勝提振北方的士氣並幫助林肯連任，而其軍事上的結果為癱瘓聯盟國的交通動脈的心臟地帶，該市幾乎全毁。

## 林肯參與1864年大選（1864年11月）
1864年美國總統大選為聯盟國可獲正面結果的最後時間點。推出前將軍麥克連能作為林肯對手的民主黨，其黨綱贊同與聯盟國和平解決。（雖然麥克連能本人不贊同此一黨綱，但南方無疑會將他的勝當作戰略勝利。）對於任何相信英勇無畏的南軍仍有可能奇蹟式獲勝者，以及希望北軍洩氣而放棄追擊者，林肯的連任為棺材上的最後一根釘。聯邦於獲得最後勝利前不會手軟。

## 註解
1. ^ 福勒在陳說轉捩點上前後不一。於其1929年的著作《尤里西斯格蘭特的將才》(The Generalship of Ulysses S. Grant)中，曾（於46頁）引據三項：第一次牛奔戰役，結果建立了聯邦軍的統一的指揮體系；唐尼爾森堡，他認為在此役之後，維克斯堡與亞特蘭大（可能還包含查特努加）等數場戰役勢不可免；，他主張此役直接導致李將軍於阿波馬托克斯法院投降。